# Pseudohormius turkmenus
Pseudohormius turkmenus är en stekelart som beskrevs av Vladimir Ivanovich Tobias och Alexeev 1973. Pseudohormius turkmenus ingår i släktet Pseudohormius och familjen bracksteklar. Inga underarter finns listade i Catalogue of Life.